# Az ember, aki nappal aludt
Az ember, aki nappal aludt 2001 decemberétől 2002 februárjáig forgatott színes, magyar krimi, Szabó László rendezésében, Cserhalmi György főszereplésével.

## Történet
Sebők Zoltán (Cserhalmi György) átlagos rendőr, aki egy nap szemtanúja lesz egy cserbenhagyásos gázolásnak. A gázoló nyomába ered, aki azonban rálő, és a kocsiját is összetöri, Sebők pedig lábtörést szenved. Főnöke és régi barátja, Rehák Simon ezredes (Bubik István) azonban nem hisz neki, mert Sebőknek nincs tanúja, ráadásul a vérében alkoholt találnak, ezért nyugdíjazzák. Sebők, hogy bebizonyítsa igazát, nyomozásba kezd, és a város legsötétebb helyeire jut el, hogy aztán találkozzon azzal a bűnszövetkezettel, aki el akarja tenni őt láb alól.

## Szereplők
- Cserhalmi György – Sebők Zoltán őrnagy
- Székely B. Miklós – Bánk-Székely István főhadnagy
- Bubik István – Rehák Simon ezredes
- Ujlaki Dénes – Gömöri Gyula, bankár (volt miniszter)
- Sándor István – Mausz bácsi
- Szilágyi István – Lecsó
- Szirtes Ági – Klári
- Rácz Valerie (hangja: Hegyi Barbara) – Valerie
- Bolyki László – H. rendőr
- ifj. Szabó László – Vörös
- Csere Ágnes – Erzsike
- Martin Márta – Emma
- Szacsvay László – Robi
- Tábori Nóra – Englóner néni
- Garas Dezső – sakkpartner
- Somogyvári József – Soma
- Bánfalvy Ágnes – rendőrnő
- Schell Judit – Sebők barátnője
- Tamási Zoltán – rádiós radaros
- Keresztesi László – Gömöri testőre
- Sebők Ákos – Gömöri testőre
- Harsai Gábor – házmester
- Geltz Péter – videós rendőr
- Merza Gábor – videós rendőr
- Cseh Franciska – Rehák titkárnője
- Péterfy Bori – bártulajdonos
- Metzner Dóra – Rehák kislánya
- Megyer Péter – Rehák kisfia
- Németh Ákos – Rehák kisfia
- Bogdán András – egyenruhás
- Vásári József – banktisztviselő
- Szilágyi Péter – rikkancs

## A film készítése
Szabó László a film forgatókönyvét 1990-ben írta meg. Ozorai András gyártásvezető-producer 1992 óta készült filmet csinálni az írásból; megpróbálta francia koprodukcióban tető alá hozni a projektet, ám mivel Szabó nem szerette volna, hogy bármelyik főszerepet francia színész játssza, úgy döntött, kizárólag magyar pénzből készíti el a filmet. Szabó körülbelül abban időben írta ezt a könyvet, amikor az első fegyvercsempészeti botrány volt Magyarországon. A 90 millió forintos költségvetésű film forgatása 2001 decemberétől 2002 februárjáig tartott. A stáb és a szereplők szerint mostoha körülmények között zajlottak a munkálatok, ugyanis kevés pénzből kellett forgatniuk, igen rossz körülmények közt. Nagyon kemény tél volt, mínusz 30 fok körüli hideggel. A színészeknek sem volt egyszerű dolguk, de a stáb tagjai szenvedtek a legtöbbet, nekik ugyanis kevés lehetőségük volt elvonulni melegedni. A stáb forgatott a Nyugati térnél, a Rózsadombon, a rákosrendezői pályaudvaron, a nyolcadik kerületi Práter utca környékén, a Fény utcai piacnál, a hetvenes éveket idéző, patinás Batthyányi téri Casanova bárban és a Városligetben, de számos felvétel látható az éjszakai városról, az Erzsébet hídról és a Lánchídról is. A kocsma, ahol Cserhalmi összeverekszik rendőrtársaival, a nyolcadik kerületben áll. Az "Itt a vendég-lő" nevű hely valaha valóban kocsma volt, de mára lehúzták a rolót. A frappáns kocsmanév a díszlettervező, Rauschenberger János "találmánya".